# Katharine Woolley
Katharine, Lady Woolley, de nacimiento Katherine Menke (Birmingham,  junio de 1888 - Londres, 8 de noviembre de 1945) fue una enfermera militar británica, escritora y arqueóloga, que trabajó principalmente en el yacimiento mesopotámico de Ur. 

## Trayectoria
Katharine Menke nació en Inglaterra de padres alemanes: su padre era Carl Menke, cónsul de Alemania. Estudió Historia Moderna en Somerville College en Oxford, pero no completó su educación allí debido a problemas de salud.
Sirvió como enfermera militar británica en la Cruz Roja durante la Primera Guerra Mundial. Este puesto requería que ocultara su origen alemán. Poco después de unirse a la Cruz Roja en 1915, fue enviada a Egipto para trabajar en un hospital en Alejandría. Posteriormente, fue a Polonia donde trabajó en un antiguo campo de concentración que albergaba a más de 7000 soldados bolcheviques. Sirvió en Polonia hasta 1919, cuando regresó a Londres.
En 1919, Katharine regresó a El Cairo después de casarse el 3 de marzo con el coronel  Bertram Keeling, director general del Estudio de Egipto y presidente del Cotton Research Board. Tras la repentina muerte de su marido, que se suicidó de un tiro al pie de la Gran Pirámide de Giza en 20 de septiembre de 1919, (probablemente tras conocer el síndrome de insensibilidad a los andrógenos que poseía su esposa y que no podría tener hijos), se quedó en El Cairo.

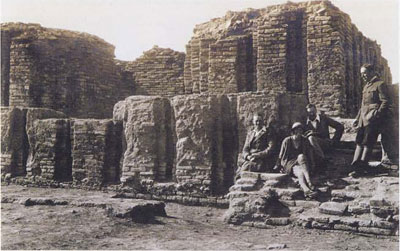
Miembros de la tercera temporada de la expedición, 1924-25. De izquierda a derecha: probablemente J. Linnell, Katherine Keeling (más tarde Woolley), Leonard Wooley y el padre Leon Legrain, el epigrafista y conservador de la expedición y conservador de la sección babilónica del Museo de la Universidad de Pensilvania.

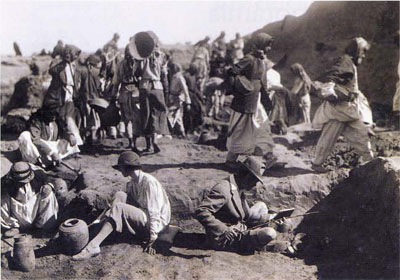
Excavación de material funerario, 1928-29. En primer plano central, Katherine y Leonard Wolley

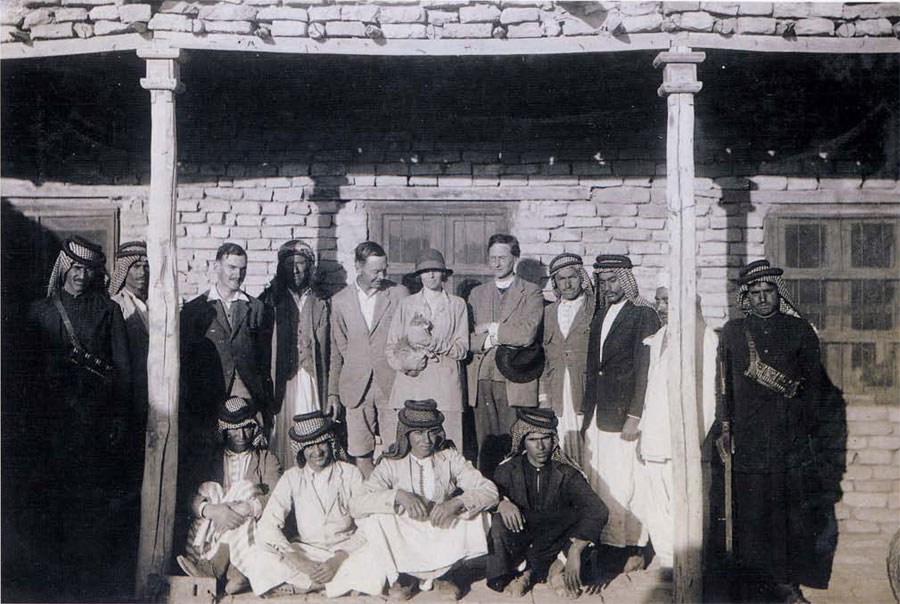
Casa y personal de la expedición, 1928-29. Max Mallowan (tercero desde la izquierda), Hamoudi, Leonard Wolley, Katherine Wolley, el padre Eric R. Burrows

Conoció a su segundo marido, el arqueólogo británico Charles Leonard Woolley, trabajando como asistente de campo en las excavaciones arqueológicas de Ur en 1924. Cuando llegó por primera vez al lugar, como viuda Sra. Keeling, siendo una joven viuda sola, su presencia provocó controversia entre los promotores de la excavación, los fideicomisarios de la Universidad de Pensilvania (Penn). A los funcionarios de la esta entidad, en particular a George Gordon, el director del Museo de la Universidad, les preocupaba que fuera inapropiado que una mujer sola viviera en el lugar, entre hombres solteros, por los problemas que eso podría suponer. Ante esta situación, Woolley consideró la valentía de la que más tarde se convirtió en su esposa, y comprendió la difícil situación que las mujeres tenían que padecer por la cooperación en el trabajo científico. No obstante, bajo la presión de estos patrocinadores financieros y con una necesidad desesperada de Katharine en la excavación, Woolley y Keeling se casaron el 11 de abril de 1927.
No sin dificultades, como sugirió una carta archivada de 1928 de Leonard Woolley a un asesor legal, el matrimonio se mantuvo hasta el fallecimiento de ella, a pesar de que en 1929 Leonard envió a su abogado una carta solicitando papeles de divorcio. Este divorcio finalmente nunca se produjo quizá debido al diagnóstico de esclerosis múltiple de Katharine, enfermedad de la que finalmente falleció en The Dorchester, donde ambos habían estado viviendo durante varios años. Ella quiso que todos sus documentos personales se quemasen después de su muerte, borrando así cualquier relato de primera mano de sus experiencias. Su obituario del 12 de noviembre de 1945 fue recogido en el London Times con elogiosos comentarios a su vitalidad y su trabajo en Ur de los Caldeos, en Al Mina, en la costa norte de Siria, y en Atchana (Alalakh), en Hatay, hasta el estallido de guerra.

## Obra

### Excavación en Ur
En 1924, su trabajo como enfermera la llevó a Bagdad, donde se quedó con el director de los Ferrocarriles del Estado de Irak, el teniente coronel JR Tainsch y su esposa. Tainsch la llevó a visitar la excavación en Ur, donde el Museo de la Universidad de Pensilvania, en asociación con el Museo Británico, realizaba excavaciones dirigidas por Leonard Woolley. Katharine se ofreció voluntaria como ilustradora  para el catálogo de objetos. La siguiente temporada, en 1925, Woolley le ofreció a Katharine un puesto oficial como ilustradora para la excavación. Permaneció como voluntaria hasta 1926, cuando comenzó a recibir un salario por su trabajo.
Continuó trabajando allí hasta 1934, momento en el que se convirtió en la asistente principal en el lugar. Sus dibujos fueron una contribución importante y su trabajo apareció en Illustrated London News, una revista que publicitó importantes descubrimientos arqueológicos de la época. Sus dibujos se utilizaron para dar a conocer los descubrimientos a los patrocinadores y al público. Además, ayudó en la reconstrucción de varios objetos exhumados del sitio. En particular, ayudó a restaurar el ajuar de la reina Puabi. El ajuar de la reina Puabi fue uno de los hallazgos más opulentos en Ur y ha demostrado ser crucial para comprender la vida de la realeza en la antigua Mesopotamia. Ahora se encuentra en el Penn Museum. Se dice que la famosa teoría presentada por Leonard Woolley, que dice que los asistentes masacrados en el Cementerio Real de Ur se suicidaron en masa por envenenamiento, fue una sugerencia de Katharine, aunque la muerte por envenenamiento ha sido desacreditada desde entonces.
Aunque se publicó con el nombre de su esposo, fue corresponsable con Leonard Woolley del informe publicado en 1939 sobre el Archaeological Survey of India. Ella y su esposo también excavaron en Alalakh y Al-Mina. Colaboró en el trabajo que Leonard Woolley crealizó con Winston Churchill para monitorear el saqueo nazi de museos, galerías y archivos durante la Segunda Guerra Mundial.
En 1929  publicó una novela de aventura romántica, Llamadas de Aventura, situada en el Oriente Medio contemporáneo. El personaje central del libro es una mujer que se presenta como hombre para vivir una vida de libertad y emoción.

## Reputación
Woolley fue descrita como «exigente», «manipuladora» y «peligrosa» por quienes la conocían. Muchos de los trabajadores de la excavación de Ur supuestamente estaban aterrorizados por ella, aunque su obituario dijo lo contrario. Las opiniones desfavorables de ella quizás se debieron a su papel de mujer autoritaria, sirviendo como líder de excavación de Ur en su último año, en 1931. Conocida como una «capataz» por aquellos con quienes trabajaba, su impulso y habilidades de organización la hacían extremadamente competente en una disciplina dominada por hombres. Esta opinión fue también comentada por otros contemporáneos, como la arqueóloga Gertrude Bell.
Especial fue su relación con Agatha Christie y el segundo marido de ésta, Max Mallowan, arqueólogo y asistente de Leonard Woolley en Ur. La pareja dejó testimonios de la fuerte personalidad de Katherine Woollley y de su influencia en ambos. Aunque Christie  y Woolley eran buenas amigas, se dice que su amistad disminuyó después de que Mallowan y Christie se casaron. En 1926 Mallowan ayudó a construir una extensión de la casa de la expedición en Ur para incluir un baño de mujeres para que ella lo usara.
Woolley fue la inspiración para el personaje de Louise Leidner, la víctima de asesinato en la novela Asesinato en Mesopotamia de Agatha Christie. La novela ha sido descrita como un estudio de la personalidad de Katharine Woolley (interpretada por Katherine Kingsley en la televisiva Agatha and the Curse of Ishtar en 2019 ). Max Mallowan afirmó que Katharine no reconoció ciertos rasgos que podrían haberse tomado de ella misma en la novela, aunque aparentemente disfrutó de la notoriedad.  